# Premio TV - Premio regia televisiva 2009
La quarantanovesima edizione del Premio Regia Televisiva, condotta da Carlo Conti e Daniele Piombi, si svolse al teatro Ariston di Sanremo l'8 marzo 2009 e fu trasmessa in diretta su Rai Uno. La serata fu seguita da 4.495.000 telespettatori con uno share del 23,84%. L'orchestra è stata diretta dal Mº Antonio Palazzo.

## Premi

### Top Ten
- Ballando con le stelle (Rai Uno)
- Chiambretti Night (Italia 1)
- Festival di Sanremo 2009 (Rai Uno)
- Le Iene (Italia 1)
- I migliori anni (Rai Uno)
- Porta a Porta (Rai Uno)
- Striscia la notizia (Canale 5)
- Superquark (Rai Uno)
- X Factor (Rai Due)
- Zelig (Canale 5)

### Miglior programma in assoluto
- Ballando con le stelle (Rai Uno)

### Miglior personaggio femminile
- Michelle Hunziker

### Miglior personaggio maschile
- Carlo Conti

### Personaggio rivelazione
- Caterina Balivo

### Evento dell'anno
- Festival di Sanremo 2009 (Rai Uno)

### Miglior fiction
- Tutti pazzi per amore (Rai Uno)

### Miglior TG
- Sky TG24

### Premio speciale
- La Bibbia giorno e notte (Rai)